# Добромысловский
Добромысловский — посёлок в Идринском районе Красноярского края. Административный центр Добромысловского сельсовета.

## География
Посёлок находится на расстоянии примерно 18 км (по прямой) на северо-запад от села Идринское, административного центра района.

### Климат
Климат резко-континентальный с холодной зимой и жарким летом, суровый, с большими годовыми и суточными амплитудами температуры. Максимальная высота снежного покрова 46 см. Среднемесячная температура января -21,1 ºС, июля +18,4 ºС. Продолжительность безморозного периода составляет 100 дней. Средняя дата последнего заморозка – 29 мая, первого заморозка – 7 сентября. Вегетационный период (с температурами выше +5 ºС) длится 157 дней. Годовая сумма осадков составляет 387 мм, причём большая её часть выпадает в теплый период года (81 % от годовой суммы).

## История
Посёлок основан в 1932 году, получил своё название по фамилии землемера Добромыслова, который отмерял земли для будущего Хабыкского совхоза. Рабочих вербовали для него по окрестным сёлам и деревням. В 1993 году совхоз «Хабыкский» был ликвидирован, и на его базе создано СХП «Хабыкское».

## Население
| 2010 |
| ---- |
| 443  |

### Национальный состав
Согласно результатам переписи 2002 года, в национальной структуре населения русские составляли 87 % из 612 чел.

## Инфраструктура
В селе функционируют средняя школа, дом культуры, ФАП, детский сад, отделение связи.